# Jadroszyno
Jadroszyno (ros. Ядрошино) – przystanek kolejowy w pobliżu miejscowości Jadromino, w rejonie istrińskim, w obwodzie moskiewskim, w Rosji. Położony jest na linii Moskwa – Siebież.